# العلاقات الألمانية النرويجية
العلاقات الألمانية النرويجية هي العلاقات الثنائية التي تجمع بين ألمانيا والنرويج.

## مقارنة بين البلدين
هذه مقارنة عامة ومرجعية للدولتين:
| وجه المقارنة                                              | ألمانيا                                                                              | النرويج                                                   |
| --------------------------------------------------------- | ------------------------------------------------------------------------------------ | --------------------------------------------------------- |
| المساحة (كم2)                                             | 357.41 ألف                                                                           | 385.21 ألف                                                |
| عدد السكان (نسمة)                                         | 81.29 مليون                                                                          | 5.33 مليون                                                |
| الكثافة السكانية (ن./كم²)                                 | 227.44                                                                               | 13.84                                                     |
| العاصمة                                                   | بون، برلين                                                                           | أوسلو                                                     |
| اللغة الرسمية                                             | اللغة الألمانية                                                                      | بوكمول، لغات السامي، نينوشك، اللغة النرويجية              |
| العملة                                                    | يورو، مارك ألماني                                                                    | كرونة نروجية                                              |
| الناتج المحلي الإجمالي (بليون دولار)                      | 3.68 تريليون                                                                         | 398.83 مليار                                              |
| الناتج المحلي الإجمالي (تعادل القوة الشرائية) بليون دولار | 3.92 تريليون                                                                         | 322.23 مليار                                              |
| الناتج المحلي الإجمالي الاسمي للفرد دولار أمريكي          | 41.31 ألف                                                                            | 74.40 ألف                                                 |
| الناتج المحلي الإجمالي للفرد دولار أمريكي                 | 46.40 ألف                                                                            | 65.61 ألف                                                 |
| مؤشر التنمية البشرية                                      | 0.926                                                                                | 0.944                                                     |
| رمز المكالمات الدولي                                      | +49                                                                                  | +47                                                       |
| رمز الإنترنت                                              | .de                                                                                  | .no                                                       |
| المنطقة الزمنية                                           | توقيت وسط أوروبا، ت ع م+01:00، ت ع م+02:00، توقيت أوروبا الوسطى المعياري (ت غ م +1) ‏ | ت ع م+01:00، ت ع م+02:00، توقيت وسط أوروبا، أوروبا/أوسلو ‏ |

## مدن متوأمة
في ما يلي قائمة باتفاقيات التوأمة بين مدن ألمانية ونرويجية:
- ترتبط غارشينغ باي مونشن مع لورينسكوغ باتفاقية توأمة منذ 1974.
- ترتبط دارمشتات مع تروندهايم باتفاقية توأمة منذ 1968.[20][20][20][20]
- ترتبط لوبيك مع برغن باتفاقية توأمة منذ 1969.[21][22]
- ترتبط شلسفيغ هولشتاين مع أوسلو باتفاقية توأمة منذ 1986.[23][23][23][23]
- ترتبط إمدن مع هاوغسوند باتفاقية توأمة منذ 1961.
- ترتبط شباير مع تونسبرغ باتفاقية توأمة.
- ترتبط مونستر مع كريستيانساند باتفاقية توأمة.
- ترتبط ميته مع دروباك باتفاقية توأمة منذ 1983.
- ترتبط غرايفسفالد مع هامار باتفاقية توأمة منذ 18 فبراير 1988.[21][21][24][25]
- ترتبط هويرسفيردا مع Odda [الإنجليزية]‏ باتفاقية توأمة.
- ترتبط أوبرهوف مع ليلهامر باتفاقية توأمة.
- ترتبط رندسبورغ مع شين باتفاقية توأمة منذ 1967.[26][26][26][26]

## منظمات دولية مشتركة
يشترك البلدان في عضوية مجموعة من المنظمات الدولية، منها:
| علم المنظمة | اسم المنظمة                               | تاريخ انضمام ألمانيا | تاريخ انضمام النرويج |
| ----------- | ----------------------------------------- | -------------------- | -------------------- |
|             | مؤسسة التمويل الدولية                     | 20 يوليو 1956        | 20 يوليو 1956        |
|             | يونسكو                                    | 11 يوليو 1951        | 4 نوفمبر 1946        |
|             | مجموعة أستراليا                           | 1985                 | 1986                 |
|             | اتحاد المدفوعات الأوروبي ‏                 | ?                    | ?                    |
|             | مركز تنسيق الحركة في أوروبا ‏              | ?                    | ?                    |
|             | مجموعة الموردين النوويين                  | ?                    | ?                    |
|             | الوكالة الدولية للطاقة                    | ?                    | ?                    |
|             | مؤسسة التنمية الدولية                     | 24 سبتمبر 1960       | 24 سبتمبر 1960       |
|             | منظمة التعاون الاقتصادي والتنمية          | 27 سبتمبر 1961       | ?                    |
|             | المركز الدولي لتسوية المنازعات الاستشارية | 18 مايو 1969         | 15 سبتمبر 1967       |
|             | وكالة ضمان الاستثمار متعدد الأطراف        | 12 أبريل 1988        | 9 أغسطس 1989         |
|             | منظمة حظر الأسلحة الكيميائية              | 29 أبريل 1997        | ?                    |
|             | المنظمة الأوروبية لسلامة الملاحة الجوية   | 1960                 | 1994                 |
|             | البنك الإفريقي للتنمية                    | ?                    | 1963                 |
|             | الأمم المتحدة                             | 18 سبتمبر 1973       | 27 نوفمبر 1945       |
|             | الاتحاد الدولي للاتصالات                  | 1866                 | 1866                 |
|             | منظمة الشرطة الجنائية الدولية             | ?                    | ?                    |
|             | البنك الدولي للإنشاء والتعمير             | 14 أغسطس 1952        | 27 ديسمبر 1945       |
|             | منظمة الأمن والتعاون في أوروبا            | 25 يونيو 1973        | 25 يونيو 1973        |
|             | وكالة الفضاء الأوروبية                    | 31 مايو 1977         | 30 ديسمبر 1986       |
|             | الفريق المعني برصد الأرض                  | ?                    | ?                    |
|             | الاتحاد البريدي العالمي                   | 1 يوليو 1875         | ?                    |
|             | حلف شمال الأطلسي                          | 9 مايو 1955          | 4 أبريل 1949         |
|             | منظمة التجارة العالمية                    | ?                    | 1995                 |
|             | المنظمة الهيدروغرافية الدولية             | ?                    | ?                    |
|             | بنك التنمية الآسيوي                       | 1966                 | 1966                 |
|             | نظام تحكم تكنولوجيا القذائف               | 1987                 | 1990                 |
|             | مجلس دول بحر البلطيق                      | 1992                 | ?                    |
|             | مجلس أوروبا                               | 13 يوليو 1950        | 5 مايو 1949          |
|             | اتفاقية السماوات المفتوحة                 | ?                    | ?                    |

## أعلام
هذه قائمة لبعض الشخصيات التي تربطها علاقات بالبلدين:
- هارلد الخامس (ملك مملكة النرويج، 21 فبراير 1937[63][64] – )
- هوكون السابع ملك النرويج (ملك النرويج سابقا، 3 أغسطس 1872[65][66][67] – 21 سبتمبر 1957[65][66][67])

## وصلات خارجية
- موقع وزارة الخارجية الألمانية
- موقع وزارة الخارجية النرويجية